# Parque marino Lord Howe
El parque marino Lord Howe (en inglés: Lord Howe Marine Park)  (anteriormente conocido como «Reserva marina de la Commonwealth Lord Howe», en inglés: Lord Howe Commonwealth Marine Reserve) es un parque marino australiano ubicado a unos 550 kilómetros de la costa de Nueva Gales del Sur, cerca de la isla Lord Howe. El parque marino cubre un área de 110 126 km², abarcando el más pequeño  parque marino de Isla Lord Howe, y se le asigna la categoría IV de la UICN. Es uno de los 8 parques administrados por la Temperate East Marine Parks Network (Red de Parques Marinos Templados del Este ).
El parque marino fue proclamado en virtud de la ley EPBC el 14 de diciembre de 2013 y pasó a llamarse «Lord Howe Marine Park» el 9 de octubre de 2017. El plan de gestión y las medidas de protección del parque marino entraron en vigor por primera vez el 1 de julio de 2018.
La  «reserva marina de la Commonwealth de Lord Howe» fue un área marina protegida anterior que había sustituido, desde el 8 de noviembre de 2012, a una antigua reserva marina del estado de Nueva Gales del Sur de 3 millas náuticas alrededor de la Isla de Lord Howe y de la pirámide de Ball, declarada el 21 de junio de 2000. Era adyacente al parque marino Isla Lord Howe (Lord Howe Island Marine Park) de 465.45 km² administrado por la Autoridad de Parques Marinos de Nueva Gales del Sur.
Esta área alberga el arrecife de coral más meridional del planeta, y más de 500 especies de peces.
Hasta el año 2003 un operador de pesca tenía la única licencia que exista para operar dentro de esa zona de exclusión de 12 millas.
Para prevenir un daño futuro a la biodiversidad de la reserva marina, ese operador donó la licencia, valorada en 250.000 dólares, a una fundación australiana que se dedica a la protección de los parques naturales y la vida silvestre. 
La reserva marina es una parte de la declaración de Patrimonio de la Humanidad del conjunto de islas. Su objetivo principal es proteger la biodiversidad marina.